# Водвинка
Водвинка — деревня в Унечском районе Брянской области в составе Высокского сельского поселения.

## География
Находится в центральной части Брянской области на расстоянии приблизительно 19 км на восток по прямой от вокзала железнодорожной станции Унеча.

## История
Основана в 1710-х гг. полковником Лукьяном Жоравкой, позднее принадлежала его наследникам. До 1781 входила в 1-ю полковую сотню Стародубского полка. В середине XX века работал колхоз «Парижская коммуна». До Великой Отечественной войны преобладало украинское население. В 1859 году здесь (деревня Мглинского уезда Черниговской губернии) учтено было 45 дворов, в 1892—58. 

## Население
Численность населения: 267 человек (1859 год), 341 (1892), 75 человек (русские 99 %) в 2002 году, 34 в 2010.